# Granada (provins)
Granada är en provins i Andalusien i södra Spanien. Huvudstaden heter även den Granada. 2006 bodde här 876.184 personer. Provinsens natur är mycket mångsidig, alltifrån Costa Tropical vid Medelhavet till bergskedjan Sierra Nevada där man under säsong (dec - 1 maj) kan åka skidor.

## Städer

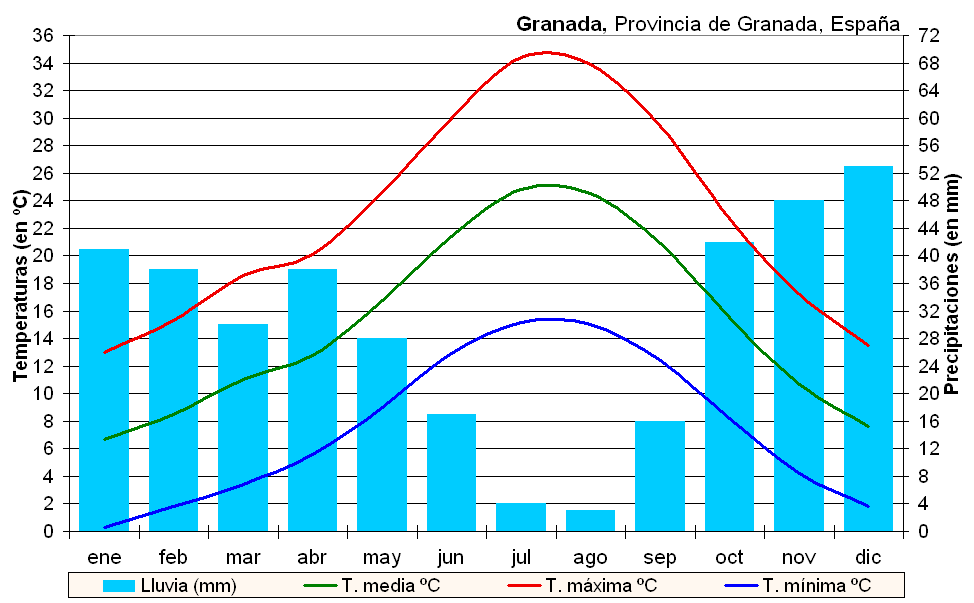
Klimatdiagram för staden Granada i Granadaprovinsen

Följande städer finns i provinsen:
- Almuñécar
- Armilla
- Baza
- Granada, provinshuvudstad
- Guadix
- Loja
- Maracena
- Motril